# Titan IIIB
O Titan IIIB, foi um veículo de lançamento descartável de origem Norte americana. 
Fabricado pela Martin Marietta, era um veículo de três estágios, sendo um Titan III nos dois primeiros e um 
Agena como terceiro.
Esse modelo, foi lançado 68 vezes, entre 1966 e 1987, com as cinco variantes, sendo que a maior parte deles foi usada para colocar em órbita o satélite de "reconhecimento" Gambit 3.
- Titan 3B - com 22 lançamentos
- Titan 3(23)B - com 9 lançamentos
- Titan 3(24)B - com 23 lançamentos
- Titan 3(33)B - com 3 lançamentos
- Titan 3(34)B - com 11 lançamentos